# Lestnica, Tỉnh West Pomeranian
Lestnica [lɛstˈnit͡sa] (tiếng Đức: Kühnswalde)  là một khu định cư ở khu hành chính của Gmina Recz, thuộc hạt Choszczno, West Pomeranian Voivodeship, ở phía tây bắc Ba Lan. Nó nằm khoảng 8 kilômét (5 mi)   phía đông nam Recz, 15 km (9 mi) về phía đông Choszczno và 73 km (45 mi) về phía đông của thủ đô khu vực Szczecin.
Trước năm 1945, khu vực này là một phần của Đức. Đối với lịch sử của khu vực, xem Lịch sử của Pomerania.
Khu định cư có dân số 4 người.